# Pseudomyrmex elongatulus
Pseudomyrmex elongatulus är en myrart som först beskrevs av Dalla Torre 1892.  Pseudomyrmex elongatulus ingår i släktet Pseudomyrmex och familjen myror.

## Underarter
Arten delas in i följande underarter:
- P. e. elongatulus
- P. e. longus